# رونالد د. راي
رونالد د. راي (بالإنجليزية: Ronald D. Ray)‏ هو ضابط أمريكي، ولد في 30 أكتوبر 1942.